# Баево (Псковский район)
Баево — деревня в Краснопрудской волости Псковского района Псковской области России.
Расположена в 1 км к западу от волостного центра Кирово и в 40 км к югу от города Пскова.
| 2001 | 2002 | 2010 |
| ---- | ---- | ---- |
| 24   | ↗25  | ↘13  |